# Burg Hohenfels (Pfalz)

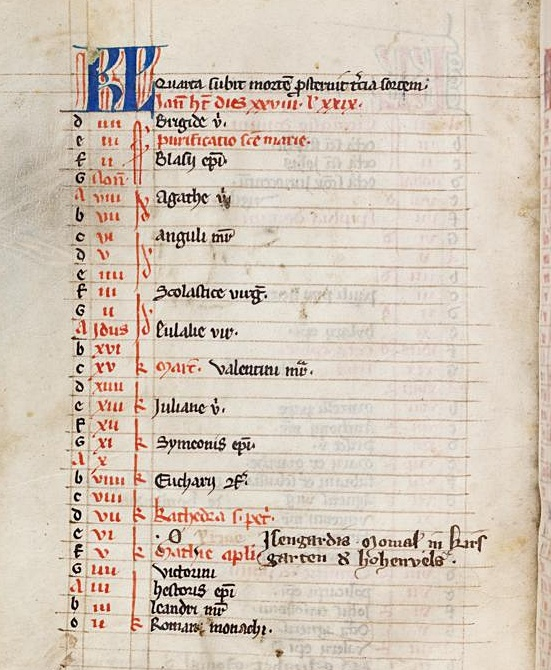
Kalenderblatt "Februar" aus dem Codex Liechtenthal 37, um 1300, mit Vermerk über eine im Kloster Kirschgarten (Worms) verstorbene Nonne aus dem Geschlecht Bolanden-Hohenfels

Die Burg Hohenfels ist die Ruine einer Höhenburg auf 545 m ü. NHN im Naturschutzgebiet „Beutelfels“ nördlich der Ortsgemeinde Imsbach im Donnersbergkreis in Rheinland-Pfalz.
Die Burg ist über einen steilen Weg von dem im Langental gelegenen Besucherbergwerk „Weiße Grube“ aus, vorbei am Denkmal Eiserner Mann, erreichbar.

## Geschichte
Es gibt mehrere Hinweise, dass die in Aufzeichnungen genannte alte Rockenhauser Straße, die aus dem Bereich Hahnweilerhof kommend, weiter an der Burg Hohenfels vorbei in Richtung Falkenstein, Rockenhausen bis Bad Kreuznach führte, schon seit der römischen Zeit bestanden hat. 1820 wurde im Burgbereich ein Römerschatz mit 28 Münzen gefunden, welcher auf das Jahr um 340 n. Chr. datiert wurde. Da es auch Hinweise auf römischen Bergbau im tiefer gelegenen Langental gibt, liegt die Vermutung nahe, dass sich im Bereich um die Burg Hohenfels eine römische Bergfestung oder Straßenstation, wie es in der spätrömischen Zeit üblich war, befunden hat.
Die Aussage, dass im Jahre 1128 Werner von Bolanden und seine Frau Guda von Hohenfels genannt wurden und man durch Guda auf ein letztes Glied eines alten Hohenfelser Geschlechts schließt, ist urkundlich nicht nachzuweisen. Zwar tritt in diesem Jahr zum ersten Mal ein namentlich erwähnter Werner von Bolanden durch eine urkundliche Erwähnung ins Licht der Geschichte, seine Frau jedoch ist namentlich nicht bekannt. Tatsache ist aber, dass in den „Bohlander Lehensbüchern“ aus dem 12. Jahrhundert die Brüder Werner und Philipp von Bolanden als Lehen einer Burg, die der Prümer Exabt Caesarius von Milendonk 1222 im Kommentar zum Prümer Urbar als lat.: bonum castrum quod Hoviles appelatur bezeichnete, erwähnt wurden (das Bergbaurevier Imsbach gehörte seit dem 9. Jahrhundert zur Abtei Prüm / Ardennen-Eifel) und dass sich das Geschlecht der Bolander in den ersten Jahrzehnten des 13. Jahrhunderts in die Linien „Bolanden“, „Falkenstein“ und „Hohenfels“ teilte. Danach ist Philipp III. von Bolanden-Hohenfels bis 1277 Besitzer der Burg, er war Reichskämmerer und „Prokurator am Mittelrhein“. Seine Söhne Philipp III. jun. genannt von Isenburg und Dietrich von Hohenfels teilten sich als Erbe die Burg bis 1290. Die folgenden Besitzer, die Brüder Hermann II. der Ältere und Werner von Hohenfels lagen 1333 unter anderem in Fehde mit der Reichsstadt Speyer.
Laut einer Urkunde vom 11. Juli 1287 verkauften der Templer-Provinzmeister Wildgraf Friedrich, sowie der Komtur der Templerkommende Kirchheim an der Weinstraße, Heinrich von Hohenfels, samt seinen dortigen Ordensbrüdern, Anteile ihrer Güter im Flurbezirk des Dorfes Laumersheim, an das St. Martinsstift in Worms.
Zerstört wurde Burg Hohenfels im Frühjahr 1351 nach langer Belagerung durch Walram von Sponheim und Heinrich von Veldenz im Bündnis mit den Städten Speyer und Worms, die sich im Oktober 1350 wegen Raubrittertums gegen die Hohenfelser zusammengeschlossen hatten. Danach wurde vertraglich vereinbart, die Burg nicht mehr aufzubauen. Die eine Hälfte der Überreste kaufte 1355 Pfalzgraf Ruprecht I., die andere Hälfte besaß noch Hermann III. von Hohenfels, Sohn des Hermann II., bevor er seinen Anteil 1386 verkaufte; die Bolander Linie seiner Nachfahren als der Herren von Hohenfels erlosch erst 1602. Erwerber dieses Anteils war Raugraf Philipp II. zu Alten- und Neuenbaumburg, der ihn zehn Jahre später an Kurfürst Ruprecht II. von der Pfalz verkaufte. 1531 wurde Pfalzgraf Johann II. von Simmern alleiniger Besitzer der Burgruine; sechs Jahre später kam der Burgstadel durch Tausch an die Grafschaft Falkenstein.

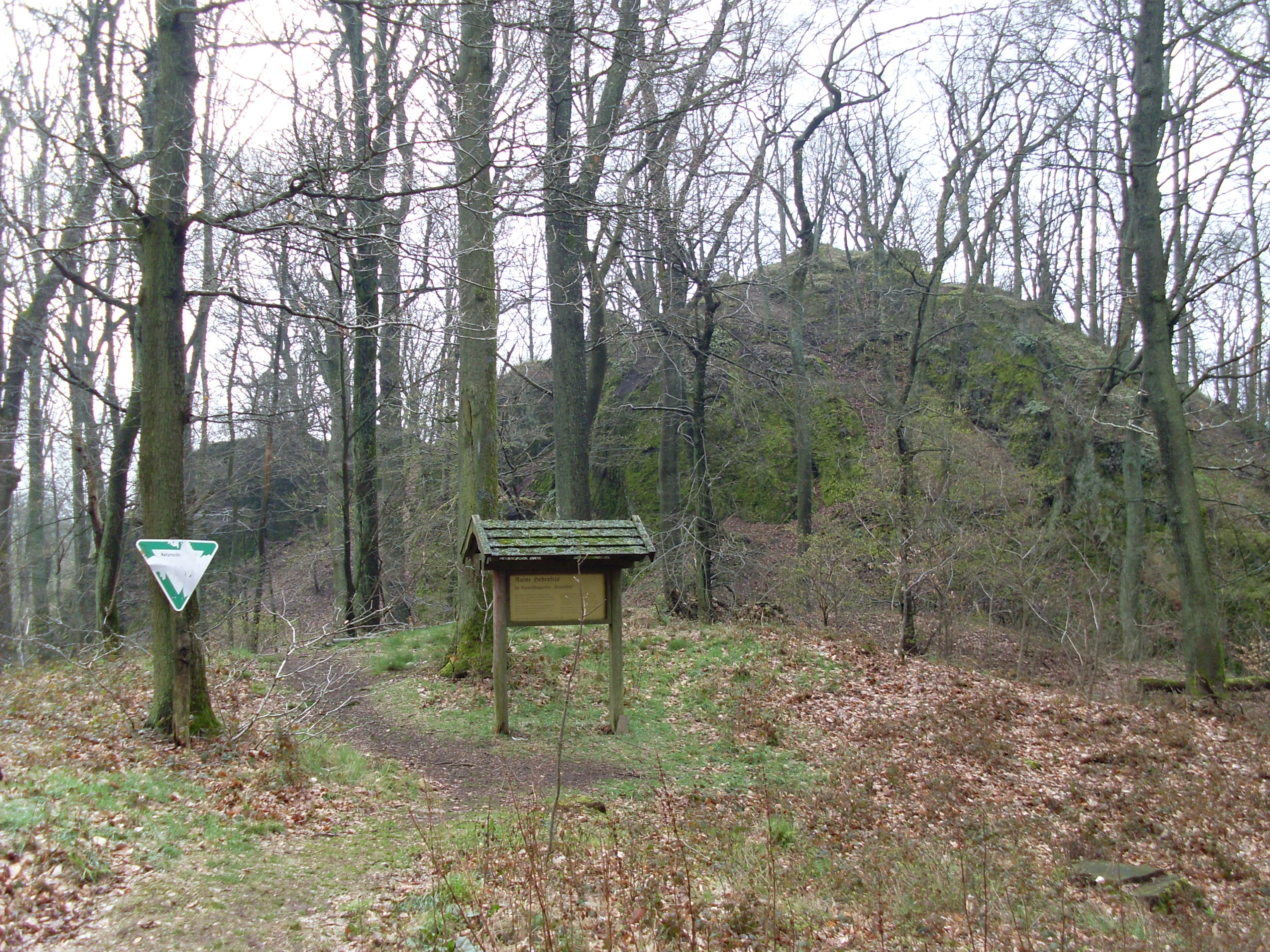
Burgruine Hohenfels
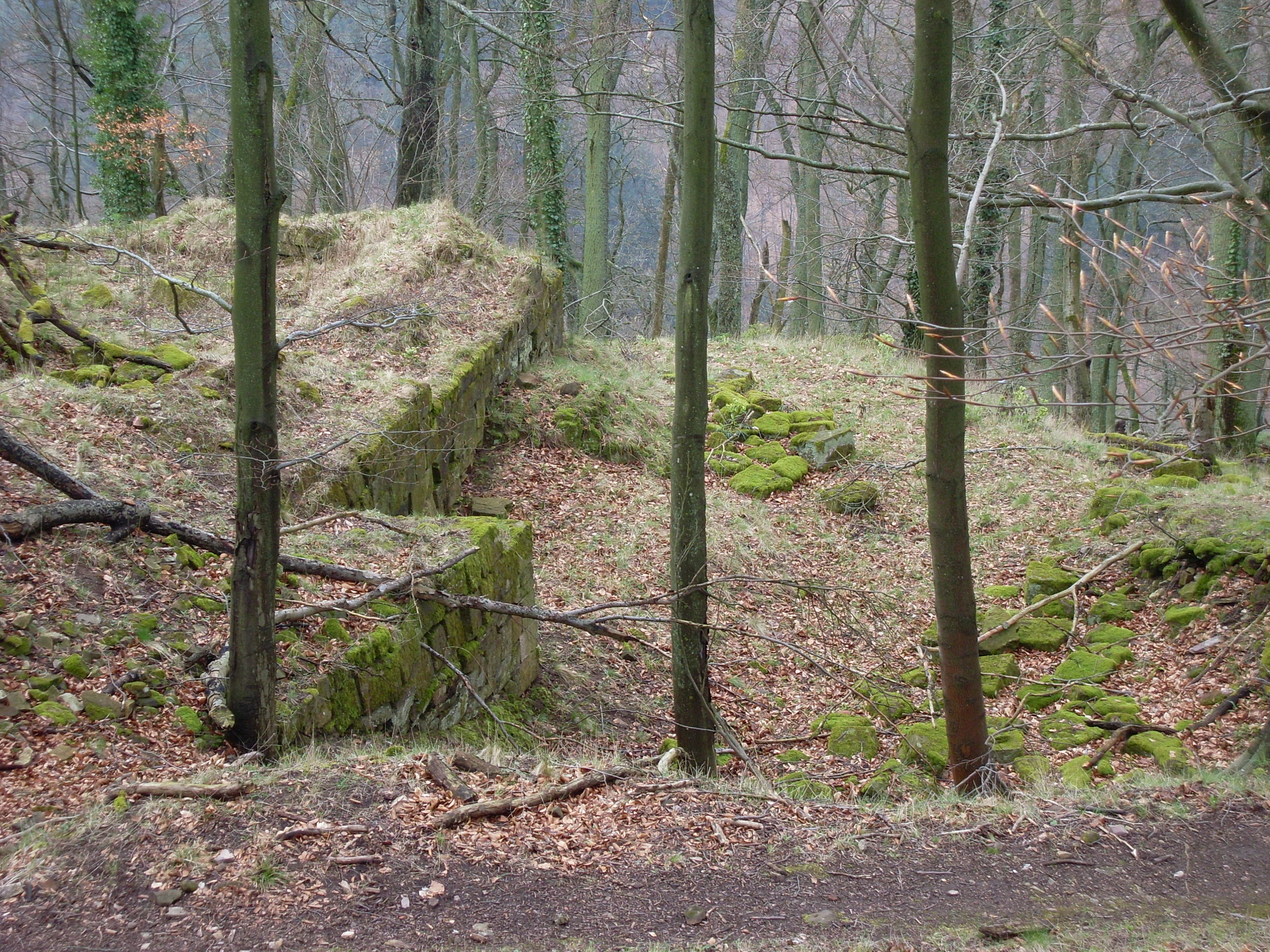
Burgruine Hohenfels
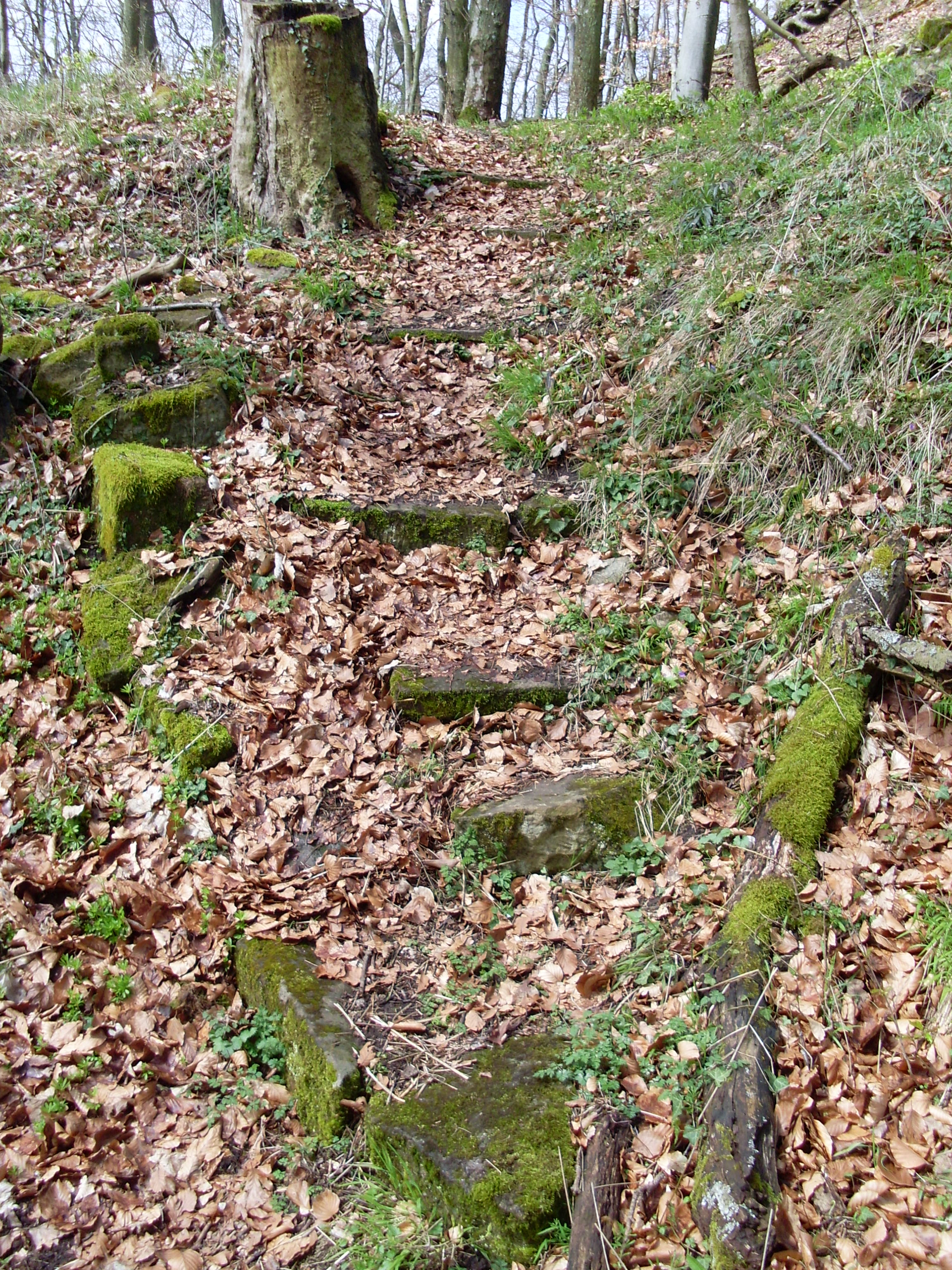
Burgruine Hohenfels

### Ausgrabungen
Aus der Zeit der Belagerung beziehungsweise Zerstörung fand sich bei Ausgrabungen 1932/33 durch den Speyerer Museumsdirektor Friedrich Sprater eine große Anzahl von steinernen Schleuderkugeln. Sie waren bis in die 1960er Jahre im Bereich der Ruine gelagert, verschwanden aber nach und nach. Heute kann man die ein oder andere der Kugeln in Imsbach auf verschiedenen privaten Mauern sehen. Weiter fand Sprater Gesimssteine, ein romanisches Kapitäl, Sattelsteine, Buckelquader, Quader mit Randschlag, Waffenteile und verschiedene Boden- und Kaminkacheln, welche teilweise im Historischen Museum der Pfalz in Speyer ausgestellt sind. Der Fund einer Sandsteinkugel deutet auf eine kleinere Steinbüchse hin, die bei der Belagerung zum Einsatz kam. Dies gilt als einer der frühesten Belege für den Einsatz einer solchen Waffe zur Belagerung einer Burg in Deutschland.
Etwa 150 m nördlich und 250 m südöstlich der Burgruine befinden sich zwei nahezu quadratische, etwa 25 m auf 25 m große, Schanzen (Wallanlagen), von denen nur der Wallbereich sichtbar ist. Möglicherweise waren es einfache Gegen- oder Belagerungsburgen. Es könnten aber auch einfache neuzeitliche Verschanzungen sein.